# Р92 (Росія)
Автошлях Р92 (рос. Р92) — магістральна дорога федерального значення в Росії. Дорога завдовжки 206 км, в центральній частині Росії, сполучає міста Калуга, адміністративний центр однойменної області, і Орел, центр Орловської області.
Дорога починається трохи південніше Калуги на Р132 Калуга – Рязань (за кілька кілометрів на захід від Калуги також проходить М3 Україна Москва – Брянськ – кордон з Україною) і проходить у південному напрямку до Орла, а на своїй середній ділянці через крайній захід Тульської області. Дорога здебільшого двосмугова і – за винятком більш коротких ділянок з гравію, в районі Чекаліна – Бєлєв – асфальтована. Кілька кілометрів від Калуги з 2012 року розширили до чотирьох-шести смуг.